# Novgorod-Siverski
Novgorod-Siverski (ukrajinsko Новгород-Сіверський, latinizirano: Novgorod-Sivers'kyj) je zgodovinsko mesto v Černigovski oblasti v severni Ukrajini. Mesto je  upravno središče Novgorodsko-Siverskega okrožja, vendar kot mesto regionalnega pomena ne pripada okrožju. Novgorod-Siverski se nahaja na bregu reke Desne, 330 kilometrov od Kijeva. Leta 2022 je imel 12.375 prebivalcev (ocena).

## Zgodovina
Mesto je bilo prvič omenjeno leta 1044. Od leta 1098 je bilo glavno mesto Severske kneževine, ki je služila kot tamponsko območje pred vdori Kumanov (Polovcev) in drugih stepskih ljudstev. Eden od številnih pohodov lokalnih knezov proti Kumanom je opisan zgodnje vzhodnoslovanski  Pesmi o Igorjevem pohodu. 
Po uničenju mesta s strani Mongolov leta 1239 je mesto prešlo v posest brjanskih knezov in nato litovskih velikih knezov. Vladal mu je Algirdov sin  Koribut. To območje je po bitki pri Vedroši leta 1503 zasedla Moskovska velika kneževina in ga po obdobju težav izgubila v korist Poljske.  Novgorod-Siverskemu je poljski kralj Sigismund III. Vasa leta 1620 podelil Magdeburške mestne pravice. Bil je najbolj vzhodni sedež kakšnega poljskega okrožja. Mesto je po rusko-poljski vojni (1654–1667) prešlo pod rusko oblast. V kozaškem obdobju je dobilo status vojaškega stotnijskega mesta (sotenne misto) in kasneje polkovnega mesta (polkove misto). Oba statusa sta bila del vojaške in upravne delitve v kozaški vojski in državi. Novgorod-Siverski je bil kulturno središče Levobrežne Ukrajine. V letih 1782–1797 je postal sedež ločenega namestništva, potem pa je njegov pomen vztrajno upadal. 
Med drugo svetovno vojno je Novgorod-Siverski od 26. avgusta 1941 do 16. septembra 1943 zasedla nemška vojska. 
Do 18. julija 2020 je imel Novgorod-Siverski status mesta regionalnega pomena in ni pripadal Novgorod-Siverskemu rajonu, čeprav je bil njegovo središče. Po upravni reformi Ukrajine, ki je zmanjšala število rajonov Černigovske oblasti na štiri, je bilo mesto vključeno v Novgorod-Siverski rajon. Med rusko invazijo na Ukrajino 24. februarja 2022 so mesto do začetka aprila zasedle ruske sile.

## Arhitektura
Mesto je kljub katastrofam ohranilo številne arhitekturne spomenike. V mestu je bila ustanovljena podružnica Državnega zgodovinskega in arhitekturnega rezervata Černigov, ki je od leta 1990 ločen zgodovinsko-kulturni rezervat, poimenovan po Pesmi o Igorjevem pohodu.
Turistične znamenitosti se nahajajo na dveh visokih vzpetinah, ločenih s soteskami. Ohranjena so sklop Našega Odrešenika, samostan Kristusove spremenitve ter mestno jedro. Arhitekturni spomeniki državnega pomena so razpršeni na petih ločenih območjih, ki sestavljajo ozemlje rezervata. Med najpomembnejše spomenike spadajo samostan Našega Odrešenika, Uspenska stolnica, lesena cerkev sv. Nikolaja, slavolok zmage in nakupovalne arkade. 
V središču mesta so javne in stanovanjske stavbe iz 18. in 19. stoletja, nekdanja rezidenca černigovskih metropolitov, samostan z novoklasično stolnico iz leta 1791–1796, ki jo je zasnoval Giacomo Quarenghi, kamnito obzidje iz 17. stoletja in več cerkvenih temeljev iz 16. stoletja.

## Galerija
- Samostan Kristusove spremenitve, gledan z obzidja samostana
- Slavolok zmage
- Samostan Kristusove spremenitve
- Semenišče
- Stolnica Marijinega vnebovzetja
- Cerkev Kristusove spremenitve
- Dekliška gimnazija
- Muzej
- Cerkev sv. Nikolaja